# Isola (Mississippi)
Pour les articles homonymes, voir Isola.
Isola est une ville américaine située dans le comté de Humphreys, dans le Mississippi. Selon le recensement de 2020, sa population est de 638 habitants.